# Jagoa gwynni
Jagoa gwynni är en insektsart som först beskrevs av Boris Petrovich Uvarov 1941.  Jagoa gwynni ingår i släktet Jagoa och familjen gräshoppor. Inga underarter finns listade i Catalogue of Life.